# Братчина
Братчина — вид бенкетування, що здійснюється в складчину у певний час і на якому можуть вирішуватися внутрішні питання спільноти. Словом братчина називалися також сільська, громадська, релігійно-громадська (як в язичництві так і в християнстві) або міська реміснича (цехова) спільнота. Братчина може влаштовуватись з приводів будь-яких свят або роковин. Традиція здійснення братчини відома з часів Київської Русі і має давньослов'янське коріння. Братчина є народним звичаєм українців і деяких інших слов'янських народів.
Братчини бувають таких видів: 
1) сезонні (календарні), пов'язані з циклами природного середовища та відповідно циклами певних побутових занять, наприклад на День Іллі; 
2) життєвого циклу людини, пов'язані з розвитком особистості від самого народження та до смерті; 
3) нерегулярні (разові), що здійснюються нерегулярно та тільки в міру виникнення певних надзвичайних обставин (посуха, пожежа, епідемія, риття колодязя, будівництво будинку, добудова будинку, та інші); 
4) професійні - що пов'язані з обрядами ковалів, художників, поетів, бджолярів, пастухів. 
Вклад (харчів, коштів, участі у приготуванні) учасників братчини може бути добровільним або фіксованим. Але в переважній кількості випадків є добровільним. У часи Київської Русі братчина мала певні адміністративно-судові права щодо своїх членів.  